# La Trinité (Jersey)
Pour les articles homonymes, voir La Trinité.
La Trinité, (La Trinneté en jersiais) est l’une des douze paroisses de Jersey dans les îles de la Manche. La Trinité se situe au nord-est de Jersey.
La Trinité a la réputation d'être la plus rurale des paroisses de Jersey, étant la troisième plus grande en superficie mais la troisième plus petite en population. La paroisse couvre 6 817 vergées (12,3 km2).
La Trinité abrite le siège social de la Royal Jersey Agricultural and Horticultural Society, les Fermes d’état et le zoo de Jersey.
L’église paroissiale, avec sa flèche pyramidale blanche distinctive, est un monument notable de La Trinité.
Dans le folklore, le district du Boulay avait la réputation d’être hanté par le Tchian d’Bouôlé (le chien noir du Boulay), un chien fantôme dont l’apparence annonce les tempêtes. Cette histoire est censée avoir été encouragée par les contrebandiers qui voulaient décourager les déplacements nocturnes de la part de personnes pouvant être témoins des activités de contrebande dans le port du Boulay.
Le manoir de La Trinité est la maison du seigneur de La Trinité (actuellement porté par une femme, Pamela Bell, la dame de la Trinité). Un des devoirs féodaux du tenant de ce fief est de donner une couple de colverts au monarque lors de sa visite de l’île.

## Vingtaines
La Trinité est divisée administrativement en cinq vingtaines comme suit :
- La Vingtaine de la Ville-à-l'Évêque (La Vîngtaine d'la Ville-à-l'Êvêque en jersiais) ;
- La Vingtaine de Rozel, de la Trinité (La Vîngtaine dé Rôzé en jersiais) ;
- La Vingtaine du Rondin (La Vîngtaine du Rondy en jersiais) ;
- La Vingtaine des Augrès (La Vîngtaine d's Augrès en jersiais) ;
- La Vingtaine de la Croiserie (La Vîngtaine d'la Crouaîs'sie en jersiais).

La Trinité élit un député.

## Galerie

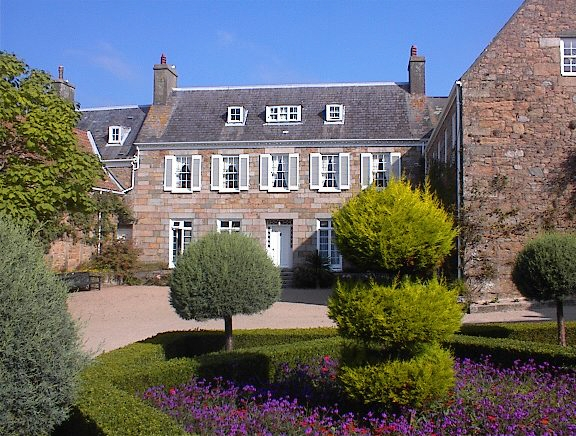
Le Manoir des Augrès au zoo de Jersey.
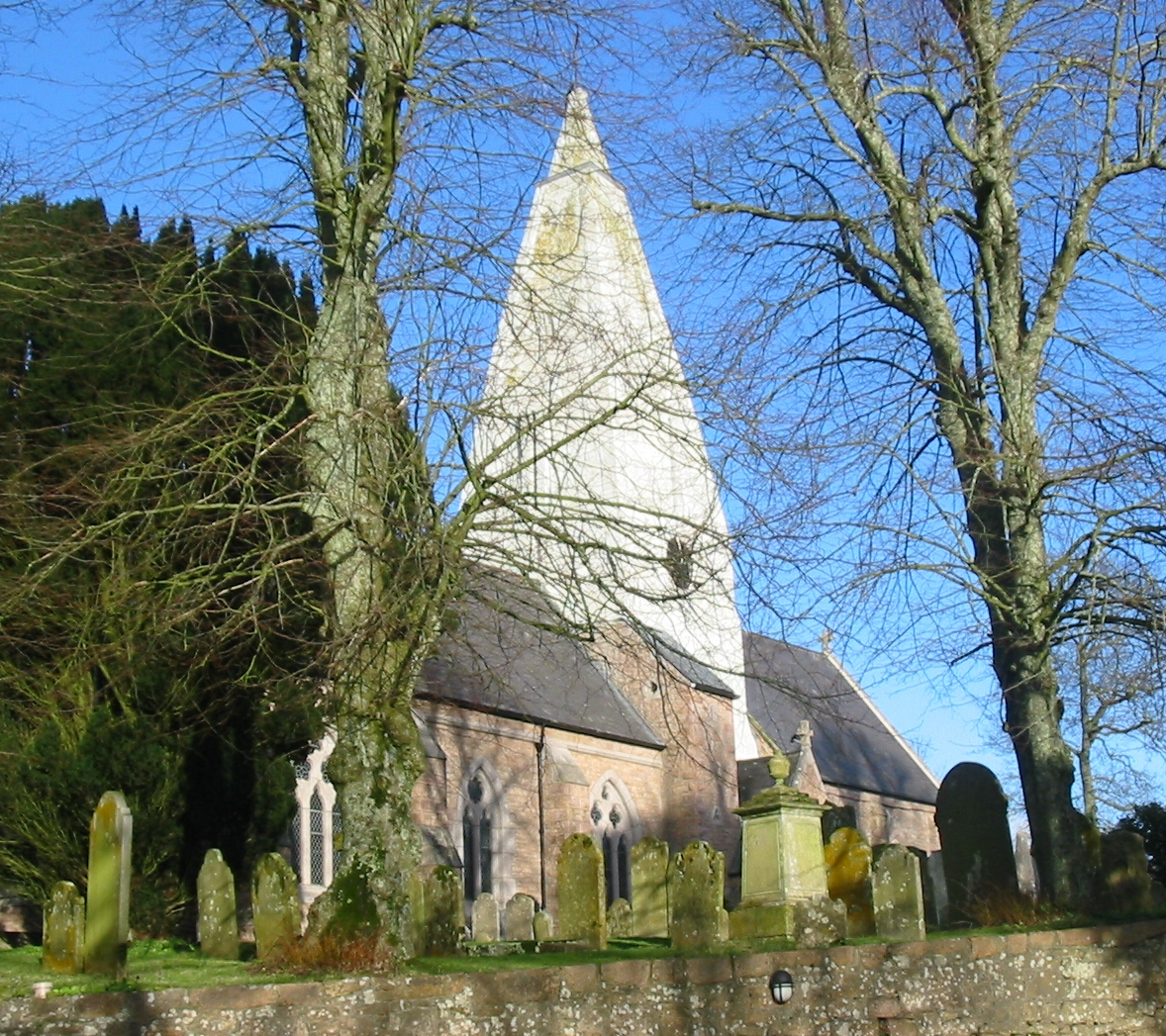
L’Église paroissiale de La Trinneté et son clocher blanc.
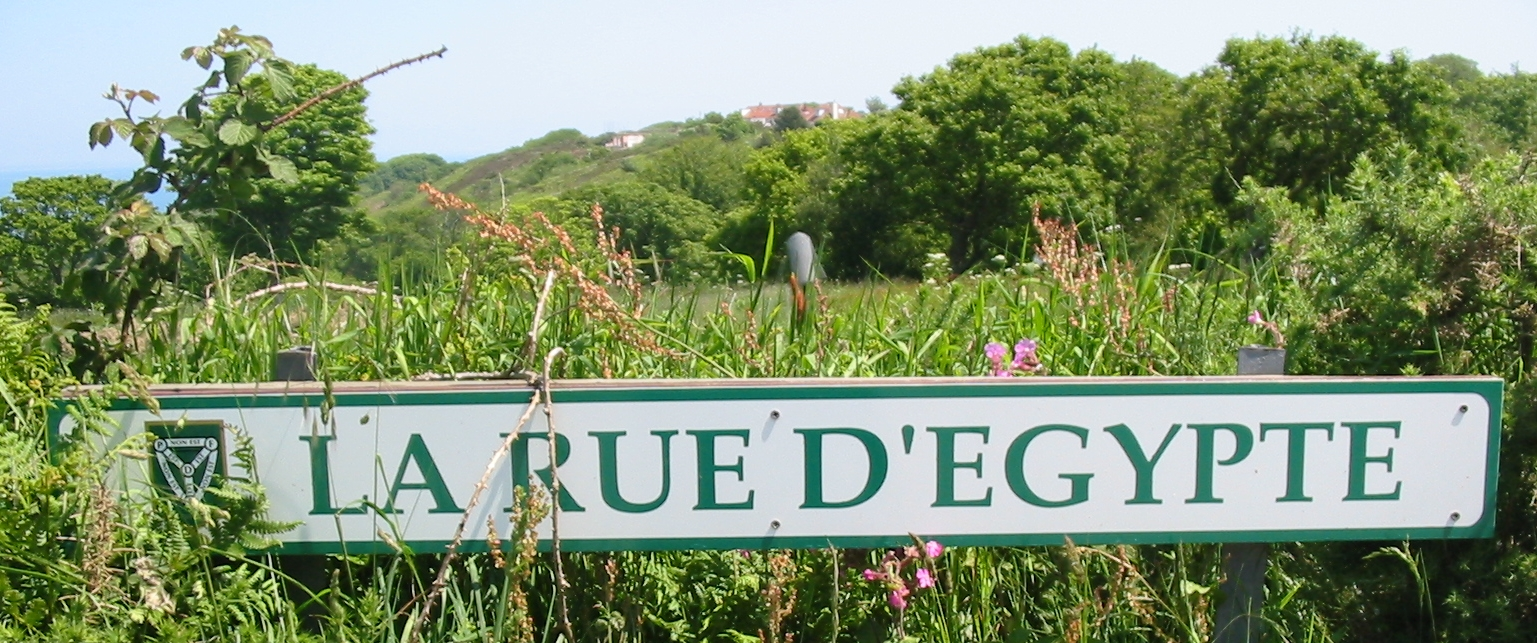
Rue d'Égypte à La Trinité.
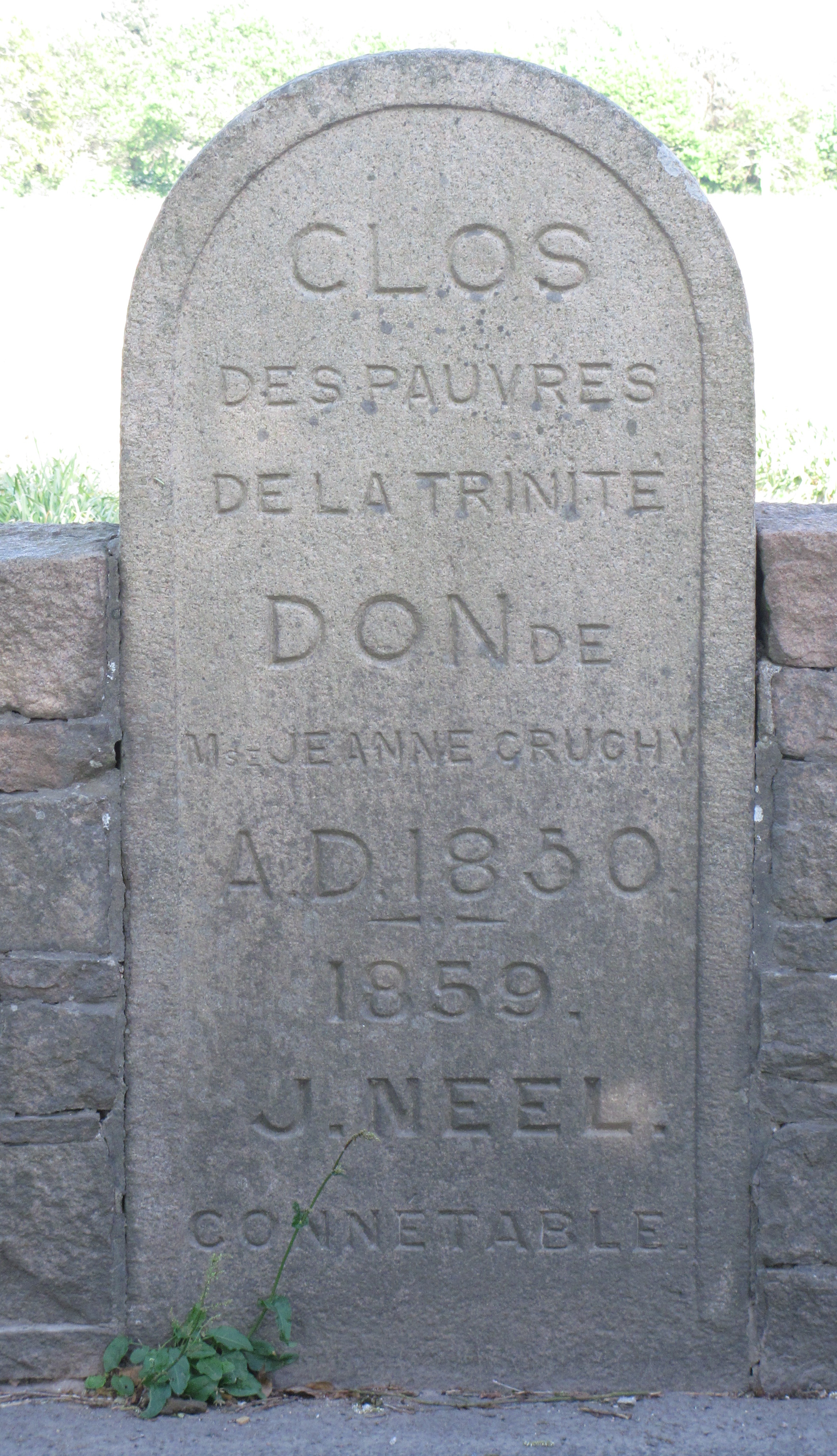
Le Clos des Pauvres.